# Трифторид тиофосфорила
Трифторид тиофосфорила — неорганическое соединение,
фторангидрид тиофосфорной кислоты
с формулой PSF3,
бесцветный газ,
слабо растворяется в воде.

## Получение
- Реакция трихлорида тиофосфорила и трифторида мышьяка [1]:

{\displaystyle {\mathsf {PSCl_{3}+AsF_{3}\ {\xrightarrow {150^{o}C}}\ PSF_{3}+AsCl_{3}}}}

## Физические свойства
Трифторид тиофосфорила образует бесцветный газ,
слабо растворимый в воде,
растворяется в диэтиловом эфире,
не растворяется в сероуглероде, бензоле.

## Химические свойства
- Самовоспламеняется во влажном воздухе или в кислороде, горит серо-зелёным низкотемпературным пламенем, суммарное уравнение:

{\displaystyle {\mathsf {10PSF_{3}+15O_{2}\ {\xrightarrow {}}\ 6PF_{5}+2P_{2}O_{5}+10SO_{2}}}}
- Медленно гидролизуется водой:

{\displaystyle {\mathsf {PSF_{3}+4H_{2}O\ {\xrightarrow {}}\ H_{2}S+3HF+H_{3}PO_{4}}}}